# Moravice (Chorwacja)
Moravice – wieś w Chorwacji, w żupanii primorsko-gorskiej, w mieście Vrbovsko. W 2011 roku liczyła 664 mieszkańców.